# 닝샤 후이족 자치구
닝샤 후이족 자치구(중국어 간체자: 宁夏回族自治区, 정체자: 寧夏回族自治區, 병음: Níngxià Huízú Zìzhìqū) 또는 영하 회족 자치구(문화어: 녕하 회족 자치구)는 중화인민공화국 서부의 자치구이다. 중국 북서부 황투고원에 있는 후이족의 자치구로 황하가 이 땅의 광대한 지역을 통과하며 만리장성이 자치구의 북동부 경계를 따라 세워져 있다. 닝샤는 중국의 공인된 소수민족인 후이족의 고향이다. 성도는 인촨 시(銀川市)이다.
닝샤는 산시성, 간쑤성, 내몽골 자치구와 접하고 면적은 66,400km2이다. 예전에는 성이었고 1954년에 간쑤성에 흡수되었으나 1958년에 후이족의 자치구로써 떨어져나가 재설치되었다. 1969년에 닝샤는 내몽골 자치구의 일부를 받았으나 1979년에 이 지역은 반환되었다. 거의 동시간에 탕구트족의 고대 왕국과 그 수도가 13세기에 칭기즈칸에 의해 점령되었다. 지방은 대부분이 사막이고 인구가 희박한지역이나 북쪽의 황하의 광대한 평원은 광범위한 수로 시스템이 세워져 몇 세기 동안 관개가 이루어졌다. 사막과 목초지가 이 지역의 대부분을 차지한다. 광범위한 매립지와 관개 프로젝트는 수확량을 증가시켰다. 황하가 통과하는 북부는 최고의 농경지이다. 란저우 및 바오터우와 연결되는 철도가 이곳을 통과한다. 고속도로가 인촨의 황하 건너편에 세워졌다.

## 지리
자치구 북부는 내몽골 자치구, 남부는 간쑤성과 접한다. 동부의 일부는 산시성 (섬서성)과 접하고 있다.
자치구는 황하의 상류 지역에 있으며, 지세는 전체적으로 남쪽 편이 높고, 북쪽이 낮다. 남부는 황투고원(黄土高原)이나 육반산이 대부분을 차지하며, 북부는 닝샤 평원(寧夏平原)이 대부분을 차지하며, 서북부는 하란산(賀蘭山)이 자리를 잡고 있다.
황하 가의 닝샤 평원(寧夏平原)에는 인촨(銀川)을 시작으로 하는 도시가 집중하여, 인구도 집중되어 있다.
중부의 고원으로 북쪽은 북부, 남쪽은 남부와 구분되고 있다. 사막화가 진행되고 있는 지역의 하나이기도 하다.

### 기후
1월의 평균 기온은 북부가 10 °C, 남부가 8 °C, 7월의 평균 기온은 북부가 22 °C, 남부가 18 °C로, 북부가 남부보다 온도차가 큰 것이 특징이다.
연평균 강수량은 북부가 약 200mm, 남부가 500mm로, 남부가 습윤하고, 북부가 건조하다.

## 인구

### 민족
회족은 이슬람교도로 오랜 세월동안 혼혈되어 왔기 때문에 외관 상은 한족과 분간할 수 없지만, 기원은 원나라 대에 중국으로 유입된 튀르키예인, 페르시아인, 아랍인 등의 서역 민족이었다. 회족이 자치구 인구의 1/3 이상을 차지하며 나머지는 대부분이 한족이다.

## 역사
진나라의 속지였던 북지군(北地郡)이었으며, 한나라 때에는 삭방군(朔方郡)이 되었다. 송대에는 탕구트 족이 세력을 확대해 서하 왕국을 건국했다. 서하의 수도는 현재의 은천(銀川)에 있었으며, 실크로드를 제패하며 강성을 자랑했지만, 몽골에 멸망당했다. 원나라 대에 영하로(寧夏路)가 설치되었고, 이때부터 서방 민족이 유입되어 이슬람화가 진행되었다. 명청 시대에는 영하부(寧夏府)가 설치되었다.
1914년에 닝샤는 간쑤성과 합쳐졌다. 그러나 1928년에 떨여져나가 성이 되었다. 1914년부터 1928년 사이에 마씨 일가가 칭하이성, 간쑤 성과 닝샤를 지배했다. 1958년에 닝샤는 공식적으로 중국의 자치구가 되었다. 1969년에 닝샤의 경계는 북쪽으로 확장되었고 내몽골 자치구의 일부를 획득했으나 1979년에 반환되었다.

## 행정 구역
5개의 지급시에 22개 현급행정구역으로 구성되어 있다.
| 닝샤 후이족 자치구의 행정 구역 | 닝샤 후이족 자치구의 행정 구역 | 닝샤 후이족 자치구의 행정 구역 | 닝샤 후이족 자치구의 행정 구역 | 닝샤 후이족 자치구의 행정 구역 | 닝샤 후이족 자치구의 행정 구역 | 닝샤 후이족 자치구의 행정 구역 | 닝샤 후이족 자치구의 행정 구역 | 닝샤 후이족 자치구의 행정 구역 | 닝샤 후이족 자치구의 행정 구역 | 닝샤 후이족 자치구의 행정 구역 |
| ------------------------------ | ------------------------------ | ------------------------------ | ------------------------------ | ------------------------------ | ------------------------------ | ------------------------------ | ------------------------------ | ------------------------------ | ------------------------------ | ------------------------------ |
|                                |                                |                                |                                |                                |                                |                                |                                |                                |                                |                                |
| №                              | 이름                           | 한자                           | 병음                           | 샤오얼징                       | 면적 (km2)                     | 인구 (2015년)                  | 시청소재지                     |                                |                                |                                |
| 지급시                         |                                |                                |                                |                                |                                |                                |                                |                                |                                |                                |
| 1                              | 인촨 시 (은천시)               | 银川市                         | Yínchuān Shì                   | ىٍﭼُﻮًا شِ                         | 8,874.61                       | 2,164,119                      | 진펑 구                        |                                |                                |                                |
| 2                              | 스쭈이산 시 (석취산시)         | 石嘴山市                       | Shízuǐshān Shì                 | شِذُﻮِشً شِ                         | 5,208.13                       | 788,009                        | 다우커우 구                    |                                |                                |                                |
| 3                              | 우중 시 (오충시)               | 吴忠市                         | Wúzhōng Shì                    | ءُﺟْﻮ شِ                          | 21,420.14                      | 1,373,223                      | 리퉁 구                        |                                |                                |                                |
| 4                              | 구위안 시 (고원시)             | 固原市                         | Gùyuán Shì                     | ﻗُﻮْﻳُﻮًا شِ                        | 13,449.03                      | 1,211,789                      | 위안저우 구                    |                                |                                |                                |
| 5                              | 중웨이 시 (중위시)             | 中卫市                         | Zhōngwèi Shì                   | ﺟْﻮوِ شِ                          | 17,448.09                      | 1,141,638                      | 사포터우 구                    |                                |                                |                                |

## 경제
황하가 흐르는 닝샤 평원(寧夏平原)은 예부터 물고기나 쌀이 잘 수확되어 「천하 황하의 부는 녕하」(天下黄河富寧夏)라는 말이 있었다.
농업에 주요한 작물은 북부에서는 밀, 벼, 옥미, 평지, 사탕무, 수박 등이며 남부에서는 보리, 참깨 등이 있다. 또한 자치구는 중국에서도 상위에 드는 유명한 양털의 산지로 중국 각지에 팔리고 있다.
닝샤는 중국에서 세 번째로 GDP가 작은 성이다. 2008년 명목 GDP는 1,098억 5,000만 위안(161억 달러)였고 1인당 GDP는 17,892위안(2,620달러)이었다. 닝샤가 국가 경제에 기여하는 비율은 0.3%였다.

## 교통

### 공항
- 인촨 허둥 공항
- 인촨 허란산 공항
- 중웨이 샹산 공항(中卫香山机场)
- 우하이 공항

### 고속도로
- 109번 국도
- 110번 국도
- 211번 국도
- 307번 국도
- 309번 국도
- 312번 국도

### 교량
- 타오러 황하 대교(陶乐黄河大桥)

### 철도
- 바오란 철로
- 바오중 철로

## 교육
- 닝샤 대학교(寧夏大学)
- 닝샤 의대학(寧夏医学院)

## 같이 보기
- 닝샤 성